# París-Niza 2005
La París-Niza 2005 fue la edición número 63 de la carrera y puntuable para la prueba del circuito UCI ProTour, que estuvo compuesta de siete etapas y un prólogo del 6 al 13 de marzo de 2005. Los ciclistas completaron un recorrido de 947 km con salida en Issy-les-Moulineaux y llegada a Niza, en Francia. La carrera fue vencida por el estadounidense  Bobby Julich, del equipo Team CSC.

## Etapas
| Etapa     | Fecha     | Recorrido                                 | type                    | Distancia (km) | Ganador            | Líder             |
| --------- | --------- | ----------------------------------------- | ----------------------- | -------------- | ------------------ | ----------------- |
| Prólogo   | 6 de mar  | Issy-les-Moulineaux – Issy-les-Moulineaux | contrarreloj individual | 4              | Jens Voigt         | Jens Voigt        |
| 1.ª etapa | 7 de mar  | Étampes – Chabris                         | etapa llana             | 186,5          | Tom Boonen         | Erik Dekker       |
| 2.ª etapa | 8 de mar  | La Châtre – Thiers                        | etapa llana             | 46,5           | Tom Boonen         | Tom Boonen        |
| 3.ª etapa | 9 de mar  | Thiers – Craponne-sur-Arzon               | etapa escarpada         | 117,5          | Vicente Reynés     | Tom Boonen        |
| 4.ª etapa | 10 de mar | Le Chambon-sur-Lignon – Montélimar        | etapa escarpada         | 101            | Fabian Cancellara  | Fabian Cancellara |
| 5.ª etapa | 11 de mar | Rognes – Tolón                            | etapa de media montaña  | 172,5          | Gilberto Simoni    | Bobby Julich      |
| 6.ª etapa | 12 de mar | La Crau – Cannes                          | etapa de media montaña  | 184            | Joost Posthuma     | Bobby Julich      |
| 7.ª etapa | 13 de mar | Niza – Niza                               | etapa de media montaña  | 135            | Alejandro Valverde | Bobby Julich      |

## Detalles de las etapas

### Prólogoː 6 marzo:Issy-les-Moulineaux–CRI– 4km
|   | Ciclista          | Equipo        | Tiempo |
| - | ----------------- | ------------- | ------ |
| 1 | Jens Voigt        | Team CSC      | 5'15"  |
| 2 | Fabian Cancellara | Fassa Bortolo | a 2"   |
| 3 | Erik Dekker       | Rabobank      | a 3"   |

| Pos. | Corredor          | Equipo        | Tiempo |
| ---- | ----------------- | ------------- | ------ |
| 1    | Jens Voigt        | Team CSC      | 5'15"  |
| 2    | Fabian Cancellara | Fassa Bortolo | a 2"   |
| 3    | Erik Dekker       | Rabobank      | a 3"   |

### 1.ª etapaː 7 marzo:Étampes>Chabris– 186,5km
|   | Ciclista           | Equipo          | Tiempo   |
| - | ------------------ | --------------- | -------- |
| 1 | Tom Boonen         | Quick Step      | 4h19'15" |
| 2 | Luciano Pagliarini | Liquigas        | s.t.     |
| 3 | Jaan Kirsipuu      | Crédit Agricole | s.t.     |

| Pos. | Corredor          | Equipo        | Tiempo   |
| ---- | ----------------- | ------------- | -------- |
| 1    | Erik Dekker       | Rabobank      | 4h23'30" |
| 2    | Jens Voigt        | Team CSC      | s.t.     |
| 3    | Fabian Cancellara | Fassa Bortolo | a 2"     |

### 2.ª etapaː 8 marzo:La Châtre>Thiers– 46,5km
|   | Ciclista          | Equipo            | Tiempo |
| - | ----------------- | ----------------- | ------ |
| 1 | Tom Boonen        | Quick Step        | 53'31" |
| 2 | Kurt Asle Arvesen | Team CSC          | s.t.   |
| 3 | Yaroslav Popovych | Discovery Channel | s.t.   |

| Pos. | Corredor          | Equipo     | Tiempo   |
| ---- | ----------------- | ---------- | -------- |
| 1    | Tom Boonen        | Quick Step | 5h17'55" |
| 2    | Erik Dekker       | Rabobank   | a 3"     |
| 3    | Kurt Asle Arvesen | Team CSC   | a 5"     |

### 3.ª etapaː 9 marzo:Thiers>Craponne-sur-Arzon– 117,5km
|   | Ciclista       | Equipo        | Tiempo   |
| - | -------------- | ------------- | -------- |
| 1 | Vicente Reynés | Illes Balears | 2h40'51" |
| 2 | Guido Trenti   | Quick Step    | s.t.     |
| 3 | Fred Rodriguez | Davitamon     | s.t.     |

| Pos. | Corredor       | Equipo        | Tiempo   |
| ---- | -------------- | ------------- | -------- |
| 1    | Tom Boonen     | Quick Step    | 7h58'46" |
| 2    | Erik Dekker    | Rabobank      | a 3"     |
| 3    | Vicente Reynés | Illes Balears | a 4"     |

### 4.ª etapaː 10 marzo:Le Chambon-sur-Lignon>Montélimar– 101km
|   | Ciclista            | Equipo          | Tiempo   |
| - | ------------------- | --------------- | -------- |
| 1 | Fabian Cancellara   | Fassa Bortolo   | 2h11'03" |
| 2 | Jaan Kirsipuu       | Crédit Agricole | s.t.     |
| 3 | Juan Antonio Flecha | Fassa Bortolo   | a 2"     |

| Pos. | Corredor            | Equipo        | Tiempo   |
| ---- | ------------------- | ------------- | -------- |
| 1    | Fabian Cancellara   | Fassa Bortolo | 2h11'03" |
| 2    | Juan Antonio Flecha | Fassa Bortolo | a 15"    |
| 3    | Bobby Julich        | Team CSC      | a 20"    |

### 5.ª etapaː 11 marzo:Rognes>Tolone– 172,5km
|   | Ciclista        | Equipo    | Tiempo   |
| - | --------------- | --------- | -------- |
| 1 | Gilberto Simoni | Lampre    | 4h07'27" |
| 2 | Cadel Evans     | Davitamon | a 19"    |
| 3 | David Moncoutié | Cofidis   | s.t.     |

| Pos. | Corredor            | Equipo        | Tiempo    |
| ---- | ------------------- | ------------- | --------- |
| 1    | Bobby Julich        | Team CSC      | 14h18'18" |
| 2    | Constantino Zaballa | Saunier Duval | a 19"     |
| 3    | Alejandro Valverde  | Illes Balears | a 20"     |

### 6.ª etapaː 12 marzo:La Crau>Cannes– 184km
|   | Ciclista       | Equipo          | Tiempo   |
| - | -------------- | --------------- | -------- |
| 1 | Joost Posthuma | Rabobank        | 4h41'24" |
| 2 | Jörg Ludewig   | Domina Vacanze  | a 1'11"  |
| 3 | Aaron Kemps    | Liberty Seguros | a 1'43"  |

| Pos. | Corredor            | Equipo        | Tiempo    |
| ---- | ------------------- | ------------- | --------- |
| 1    | Bobby Julich        | Team CSC      | 19h03'44" |
| 2    | Constantino Zaballa | Saunier Duval | a 19"     |
| 3    | Alejandro Valverde  | Illes Balears | a 20"     |

### 7.ª etapaː 13 marzo:Niza>Niza– 135km
|   | Ciclista           | Equipo        | Tiempo   |
| - | ------------------ | ------------- | -------- |
| 1 | Alejandro Valverde | Illes Balears | 3h28'29" |
| 2 | Franco Pellizotti  | Liquigas      | s.t.     |
| 3 | Kim Kirchen        | Fassa Bortolo | s.t.     |

| Pos. | Corredor            | Equipo        | Tiempo    |
| ---- | ------------------- | ------------- | --------- |
| 1    | Bobby Julich        | Team CSC      | 22h32'13" |
| 2    | Alejandro Valverde  | Illes Balears | a 10"     |
| 3    | Constantino Zaballa | Saunier Duval | a 19"     |

## Clasificaciones finales
- Las clasificaciones finalizaron de la siguiente forma:

### Clasificación general
| \| Clasificación general \| Clasificación general \| Clasificación general \| Clasificación general \| Clasificación general \| \| Ciclista \| Ciclista \| Equipo \| Tiempo \| \| \| --------------------- \| -------------------------- \| --------------------- \| --------------------- \| --------------------- \| \| 1.º \| Bobby Julich \| CSC \| 22 h 32 min 13 s \| \| \| 2.º \| Alejandro Valverde \| Illes Balears \| + 10 s \| \| \| 3.º \| Tino Zaballa \| Saunier Duval-Prodir \| + 19 s \| \| \| 4.º \| Jens Voigt \| CSC \| + 44 s \| \| \| 5.º \| Jörg Jaksche \| Liberty Seguros-Würth \| + 45 s \| \| \| 6.º \| Franco Pellizotti \| Liquigas-Bianchi \| + 49 s \| \| \| 7.º \| Fränk Schleck \| CSC \| + 58 s \| \| \| 8.º \| Cadel Evans \| Davitamon-Lotto \| + 58 s \| \| \| 9.º \| José Ángel Gómez Marchante \| Saunier Duval-Prodir \| + 1 min 20 s \| \| \| 10.º \| Davide Rebellin \| Gerolsteiner \| + 1 min 21 s \| \| \| 11.º \| Erik Dekker \| Rabobank \| + 1 min 25 s \| \| \| 12.º \| Thomas Lövkvist \| La Française des jeux \| + 1 min 36 s \| \| \| 13.º \| Kim Kirchen \| Fassa Bortolo \| + 1 min 44 s \| \| \| 14.º \| José Luis Rubiera \| Discovery Channel \| + 2 min 08 s \| \| \| 15.º \| Alberto Contador \| Liberty Seguros-Würth \| + 2 min 18 s \| \| \| 16.º \| Alekszandr Vinokurov \| T-Mobile \| + 2 min 22 s \| \| \| 17.º \| Manolo Beltrán \| Discovery Channel \| + 2 min 28 s \| \| \| 18.º \| Thomas Voeckler \| Bouygues Telecom \| + 3 min 16 s \| \| \| 19.º \| Dariusz Baranowski \| Liberty Seguros-Würth \| + 3 min 55 s \| \| \| 20.º \| Patxi Vila \| Lampre-Caffita \| + 3 min 57 s \| \| |                            |                       |                  |
| |                            |                       |                  |
| |                            |                       |                  |
| Clasificación general |                            |                       |                  |
| Ciclista | Ciclista                   | Equipo                | Tiempo           |
| 1.º | Bobby Julich               | CSC                   | 22 h 32 min 13 s |
| 2.º | Alejandro Valverde         | Illes Balears         | + 10 s           |
| 3.º | Tino Zaballa               | Saunier Duval-Prodir  | + 19 s           |
| 4.º | Jens Voigt                 | CSC                   | + 44 s           |
| 5.º | Jörg Jaksche               | Liberty Seguros-Würth | + 45 s           |
| 6.º | Franco Pellizotti          | Liquigas-Bianchi      | + 49 s           |
| 7.º | Fränk Schleck              | CSC                   | + 58 s           |
| 8.º | Cadel Evans                | Davitamon-Lotto       | + 58 s           |
| 9.º | José Ángel Gómez Marchante | Saunier Duval-Prodir  | + 1 min 20 s     |
| 10.º | Davide Rebellin            | Gerolsteiner          | + 1 min 21 s     |
| 11.º | Erik Dekker                | Rabobank              | + 1 min 25 s     |
| 12.º | Thomas Lövkvist            | La Française des jeux | + 1 min 36 s     |
| 13.º | Kim Kirchen                | Fassa Bortolo         | + 1 min 44 s     |
| 14.º | José Luis Rubiera          | Discovery Channel     | + 2 min 08 s     |
| 15.º | Alberto Contador           | Liberty Seguros-Würth | + 2 min 18 s     |
| 16.º | Alekszandr Vinokurov       | T-Mobile              | + 2 min 22 s     |
| 17.º | Manolo Beltrán             | Discovery Channel     | + 2 min 28 s     |
| 18.º | Thomas Voeckler            | Bouygues Telecom      | + 3 min 16 s     |
| 19.º | Dariusz Baranowski         | Liberty Seguros-Würth | + 3 min 55 s     |
| 20.º | Patxi Vila                 | Lampre-Caffita        | + 3 min 57 s     |

### Clasificación de la montaña
| Clasificación de la montaña | Clasificación de la montaña | Clasificación de la montaña     | Clasificación de la montaña | Clasificación de la montaña |
| Ciclista                    | Ciclista                    | Equipo                          | Puntos                      |                             |
| --------------------------- | --------------------------- | ------------------------------- | --------------------------- | --------------------------- |
| 1.º                         | David Moncoutié             | Cofidis-Le Crédit par Téléphone | 58 pts                      |                             |
| 2.º                         | Jörg Ludewig                | Domina Vacanze-De Nardi         | 28 pts                      |                             |
| 3.º                         | Óscar Pereiro               | Phonak Hearing Systems          | 19 pts                      |                             |
| 4.º                         | Alberto Contador            | Liberty Seguros-Würth           | 18 pts                      |                             |
| 5.º                         | Marco Serpellini            | Gerolsteiner                    | 16 pts                      |                             |
| 6.º                         | Egoi Martínez               | Euskaltel-Euskadi               | 13 pts                      |                             |
| 7.º                         | Nicolas Jalabert            | Phonak Hearing Systems          | 12 pts                      |                             |
| 8.º                         | Dariusz Baranowski          | Liberty Seguros-Würth           | 12 pts                      |                             |
| 9.º                         | Rik Verbrugghe              | Quick Step-Innergetic           | 12 pts                      |                             |
| 10.º                        | Franco Pellizotti           | Liquigas-Bianchi                | 11 pts                      |                             |

### Clasificación por puntos
| Clasificación por puntos | Clasificación por puntos | Clasificación por puntos | Clasificación por puntos | Clasificación por puntos |
| Ciclista                 | Ciclista                 | Equipo                   | Puntos                   |                          |
| ------------------------ | ------------------------ | ------------------------ | ------------------------ | ------------------------ |
| 1.º                      | Jens Voigt               | CSC                      | 94 pts                   |                          |
| 2.º                      | Erik Dekker              | Rabobank                 | 70 pts                   |                          |
| 3.º                      | Alejandro Valverde       | Illes Balears            | 68 pts                   |                          |
| 4.º                      | Tino Zaballa             | Saunier Duval-Prodir     | 67 pts                   |                          |
| 5.º                      | Yaroslav Popovych        | Discovery Channel        | 55 pts                   |                          |
| 6.º                      | Vicente Reynés           | Illes Balears            | 53 pts                   |                          |
| 7.º                      | Alberto Contador         | Liberty Seguros-Würth    | 51 pts                   |                          |
| 8.º                      | Fabian Cancellara        | Fassa Bortolo            | 50 pts                   |                          |
| 9.º                      | Bobby Julich             | CSC                      | 48 pts                   |                          |
| 10.º                     | Franco Pellizotti        | Liquigas-Bianchi         | 46 pts                   |                          |

### Clasificación de los jóvenes
| Clasificación del mejor joven | Clasificación del mejor joven | Clasificación del mejor joven | Clasificación del mejor joven | Clasificación del mejor joven |
| Ciclista                      | Ciclista                      | Equipo                        | Tiempo                        |                               |
| ----------------------------- | ----------------------------- | ----------------------------- | ----------------------------- | ----------------------------- |
| 1.º                           | Alejandro Valverde            | Illes Balears                 | 22 h 32 min 23 s              |                               |
| 2.º                           | Fränk Schleck                 | CSC                           | + 48 s                        |                               |
| 3.º                           | José Ángel Gómez Marchante    | Saunier Duval-Prodir          | + 1 min 10 s                  |                               |
| 4.º                           | Thomas Lövkvist               | La Française des jeux         | + 1 min 26 s                  |                               |
| 5.º                           | Alberto Contador              | Liberty Seguros-Würth         | + 2 min 08 s                  |                               |
| 6.º                           | Andréi Kashechkin             | Crédit Agricole               | + 4 min 48 s                  |                               |
| 7.º                           | Yaroslav Popovych             | Discovery Channel             | + 4 min 56 s                  |                               |
| 8.º                           | Thomas Dekker                 | Rabobank                      | + 5 min 31 s                  |                               |
| 9.º                           | Maxim Iglinskiy               | Domina Vacanze-De Nardi       | + 6 min 10 s                  |                               |
| 10.º                          | Vicente Reynés                | Illes Balears                 | + 11 min 51 s                 |                               |

### Clasificación por equipos
| Clasificación por equipos | Clasificación por equipos       | Clasificación por equipos | Clasificación por equipos |
| Equipo                    | Equipo                          | Tiempo                    |                           |
| ------------------------- | ------------------------------- | ------------------------- | ------------------------- |
| 1.º                       | CSC                             | 67 h 38 min 08 s          |                           |
| 2.º                       | Saunier Duval-Prodir            | + 17 s                    |                           |
| 3.º                       | Liberty Seguros-Würth           | + 1 min 50 s              |                           |
| 4.º                       | Discovery Channel               | + 4 min 09 s              |                           |
| 5.º                       | Davitamon-Lotto                 | + 7 min 07 s              |                           |
| 6.º                       | Fassa Bortolo                   | + 10 min 46 s             |                           |
| 7.º                       | Rabobank                        | + 12 min 08 s             |                           |
| 8.º                       | Cofidis-Le Crédit par Téléphone | + 12 min 12 s             |                           |
| 9.º                       | Bouygues Télécom                | + 13 min 30 s             |                           |
| 10.º                      | AG2R Prévoyance                 | + 16 min 02 s             |                           |

## Evolución de las clasificaciones
| Etapa              | Vencedor           | Clasificación general | Clasificación por puntos | Clasificación de la montaña | Clasificación de los jóvenes | Clasificación por equipos |
| ------------------ | ------------------ | --------------------- | ------------------------ | --------------------------- | ---------------------------- | ------------------------- |
| Prólogo            | Jens Voigt         | Jens Voigt            | Jens Voigt               | no asignada                 | Fabian Cancellara            | Team CSC                  |
| 1.ª                | Tom Boonen         | Erik Dekker           | Erik Dekker              | Jimmy Casper                | Fabian Cancellara            | Team CSC                  |
| 2.ª                | Tom Boonen         | Tom Boonen            | Erik Dekker              | Kim Kirchen                 | Tom Boonen                   | Team CSC                  |
| 3.ª                | Vicente Reynés     | Tom Boonen            | Tom Boonen               | David Moncoutié             | Tom Boonen                   | Team CSC                  |
| 4.ª                | Fabian Cancellara  | Fabian Cancellara     | Tom Boonen               | David Moncoutié             | Fabian Cancellara            | Fassa Bortolo             |
| 5.ª                | Gilberto Simoni    | Bobby Julich          | Tom Boonen               | David Moncoutié             | Alejandro Valverde           | Team CSC                  |
| 6.ª                | Joost Posthuma     | Bobby Julich          | Tom Boonen               | David Moncoutié             | Alejandro Valverde           | Team CSC                  |
| 7.ª                | Alejandro Valverde | Bobby Julich          | Jens Voigt               | David Moncoutié             | Alejandro Valverde           | Team CSC                  |
| Classifiche finali | Classifiche finali | Bobby Julich          | Jens Voigt               | David Moncoutié             | Alejandro Valverde           | Team CSC                  |